# Втрати силових структур внаслідок російського вторгнення в Україну (травень 2023)
У статті наведено список втрат українських військовослужбовців у російсько-українській війні за травень 2023 року (включно).

## Список загиблих за травень 2023 року
| Герой України |

| Почесний громадянин міста Тернополя |

| Нагрудний знак «За доблесну військову службу Батьківщині» |